# تساراتانانا (بخش)
تساراتانانا (به لاتین: Tsaratanana) یک منطقهٔ مسکونی در ماداگاسکار است که در بتسیبوکا واقع شده‌است.